# Camera delle nazioni dell'Assemblea federale
La Camera delle nazioni dell'Assemblea federale (in ceco Sněmovna národů Federálního shromáždění, in slovacco Snemovňa národov Federálneho zhromaždenia) era, con la Camera del popolo, una delle due camere del Parlamento federale cecoslovacco. Ebbe vita dal 1º gennaio 1969, quando entrò in vigore la costituzione della Repubblica Socialista Cecoslovacca che prevedeva la trasformazione della Cecoslovacchia in una federazione, fino al 31 dicembre 1992, quando la Repubblica Federale Ceca e Slovacca si sciolse, dando origine alla Repubblica Ceca e alla Slovacchia indipendenti.

## Caratteristiche
La Camera delle nazioni aveva centocinquanta seggi, eletti direttamente per metà (75 seggi) in Repubblica Ceca e per l'altra metà (75 seggi) in Slovacchia. Il mandato durava cinque anni e coincideva con quello della Camera del popolo. La Camera delle nazioni approvava le sue deliberazioni con la maggioranza assoluta dei deputati. 

## Legislature e presidenti
| Elezioni | Legislatura | Presidenti                                                                         |
| -------- | ----------- | ---------------------------------------------------------------------------------- |
| 1969     | 1969-1971   | Dalibor Hanes (1969), Vojtech Mihálik                                              |
| 1971     | 1971-1976   | Dalibor Hanes                                                                      |
| 1976     | 1976-1981   | Dalibor Hanes                                                                      |
| 1981     | 1981-1986   | Dalibor Hanes                                                                      |
| 1986     | 1986-1990   | Dalibor Hanes (1986–1987), Ján Janík (1987-1989), Anton Blažej (1989), Jozef Stank |
| 1990     | 1990–1992   | Milan Šútovec                                                                      |
| 1992     | 1992–1992   | Roman Zelenay                                                                      |